# Parornix arbutifoliella
Parornix arbutifoliella là một loài bướm đêm thuộc họ Gracillariidae. Nó được tìm thấy ở Hoa Kỳ (Pennsylvania và Maine).
Ấu trùng ăn Photinia pyrifolia. Chúng ăn lá nơi chúng làm tổ.